# Shastasauridae
Gli shastasauridi (Shastasauridae) sono una famiglia estinta di rettili marini, appartenenti agli ittiosauri. Vissero tra il Triassico medio e il Triassico superiore (circa 245 - 215 milioni di anni fa) e i loro resti fossili sono stati ritrovati in Nordamerica, Europa e Asia. Tra di essi vi furono i più grandi ittiosauri noti.

## Descrizione
Questi animali, solitamente di grandi dimensioni, erano ittiosauri arcaici dotati però di caratteristiche non riscontrabili in altri gruppi di ittiosauri triassici, come i mixosauridi. Tra le caratteristiche distintive si ricordano la struttura delle articolazioni delle vertebre con le costole a testa singola, la dentatura isodonte e la presenza di quattro dita complete o meno. Come la maggior parte degli ittiosauri, anche gli shastasauri avevano un corpo compatto e quattro zampe simili a pagaie. Solitamente gli shastasauri erano di grandi dimensioni, e alcune tra le forme note (Shonisaurus popularis, Shastasaurus sikanniensis) superavano i 15 metri di lunghezza; furono gli ittiosauri più grandi mai vissuti.

## Classificazione
La famiglia Shastasauridae venne istituita nel 1895 da John Campbell Merriam, per includere la specie Shastasaurus pacificus. Successivamente a questa famiglia vennero attribuiti numerosi altri ittiosauri triassici di forma differente fra loro, come Cymbospondylus, Shonisaurus e Toretocnemus. Più recentemente, analisi filogenetiche suggeriscono che questi numerosi generi formano un grado evolutivo di ittiosauri arcaici, piuttosto che un vero clade. 

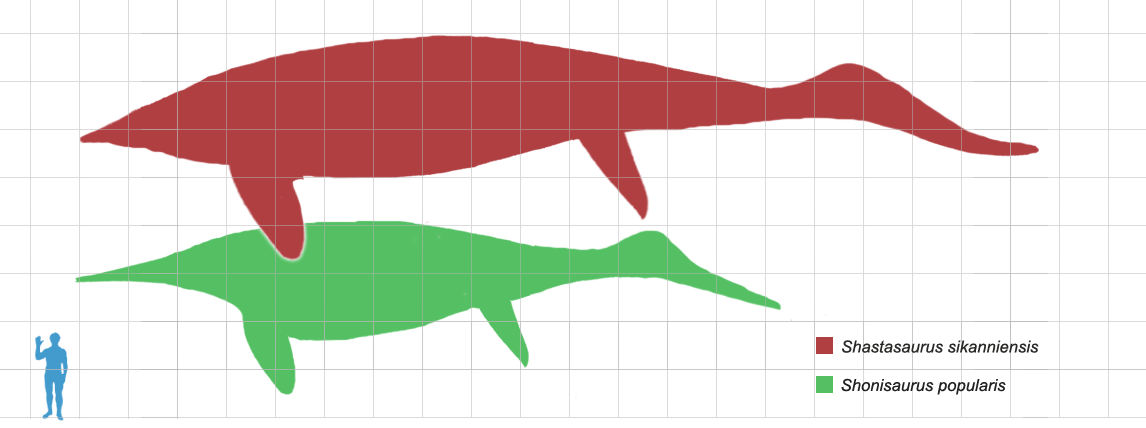
Dimensioni di shastasauridi a confronto con quelle di un uomo

Nel 1999 Ryosuke Motani eresse il clade Shastasauria per includere Shastasaurus, Shonisaurus e alcuni altri "shastasauridi" tradizionali, definendoli come un taxon che include "tutti i merriamosauri più strettamente imparentati a Shastasaurus pacificus che a Ichthyosaurus communis". Motani ridefinì inoltre la famiglia Shastasauridae come il taxon che include "l'ultimo antenato comune di Shastasaurus pacificus e Besanosaurus leptorhynchus, e tutti i loro discendenti", e la sottofamiglia Shastasaurinae (istituita da Merriam nel 1908) come "l'ultimo antenato comune di Shastasaurus e Shonisaurus, e tutti i loro discendenti" (Motani, 1999). In uno schema di classificazione alternativo, Michael Maisch propose di includere solo Shastasaurus e Himalayasaurus, escludendo Shonisaurus e Besanosaurus (Maisch, 2010).